# ITF Eilat
Das ITF Eilat (offiziell: Vanessa Phillips Women’s Tournament) war ein Tennisturnier des ITF Women’s Circuit, das in Eilat ausgetragen wurde.

## Siegerliste

### Einzel
| Jahr                   | Siegerin               | Finalgegnerin      | Ergebnis          |
| ---------------------- | ---------------------- | ------------------ | ----------------- |
| ↓ Kategorie: $10.000 ↓ |                        |                    |                   |
| 2010                   | Janina Toljan          | Jana Čepelová      | 6:1, 6:2          |
| 2011                   | nicht ausgetragen      | nicht ausgetragen  | nicht ausgetragen |
| 2012                   | nicht ausgetragen      | nicht ausgetragen  | nicht ausgetragen |
| 2013                   | Alla Kudrjawzewa       | Ioana Raluca Olaru | 6:74, 6:3, 6:2    |
| 2013                   | ↓ Kategorie: $75.000 ↓ |                    |                   |
| 2013                   | Elina Switolina        | Marta Sirotkina    | 6:3, 3:6, 7:5     |

### Doppel
| Jahr                   | Siegerinnen                         | Finalgegnerinnen                        | Ergebnis          |
| ---------------------- | ----------------------------------- | --------------------------------------- | ----------------- |
| ↓ Kategorie: $10.000 ↓ |                                     |                                         |                   |
| 2010                   | Martina Caciotti Nicole Clerico     | Renata Bakieva Janina Darischina        | 6:1, 6:3          |
| 2011                   | nicht ausgetragen                   | nicht ausgetragen                       | nicht ausgetragen |
| 2012                   | nicht ausgetragen                   | nicht ausgetragen                       | nicht ausgetragen |
| 2013                   | Alla Kudrjawzewa Ioana Raluca Olaru | Ilona Kremen Pemra Özgen                | 6:3, 6:3          |
| 2013                   | ↓ Kategorie: $75.000 ↓              |                                         |                   |
| 2013                   | Alla Kudrjawzewa Elina Switolina    | Corinna Dentoni Aljaksandra Sasnowitsch | 6:1, 6:3          |